# كوستاس بابانيكولاو
كوستاس بابانيكولاو (باليونانية: Κώστας Παπανικολάου)‏ مواليد 31 يوليو 1990، هو لاعب كرة سلة يوناني يلعب مع فريق هيوستن روكتس في الرابطة الوطنية لكرة السلة ويحمل الرقم 16. يبلغ طوله 6 قدم 8 بوصة (2.0 م).

## فرق لعب لها
- هيوستن روكتس

## روابط خارجية
- كوستاس بابانيكولاو على موقع الاتحاد الدولي لكرة السلة (الإنجليزية)
- كوستاس بابانيكولاو على موقع الدوري الأوروبي لكرة السلة (الإنجليزية)
- كوستاس بابانيكولاو على موقع إن بي أي (الإنجليزية)
- كوستاس بابانيكولاو على موقع سبورتس رفرنس (الإنجليزية)
- كوستاس بابانيكولاو على موقع الدوري الإسباني لكرة السلة (الإسبانية)
- كوستاس بابانيكولاو على موقع كرة السلة الأوروبية.كوم (الإنجليزية)
- كوستاس بابانيكولاو على موقع DraftExpress.com (الإنجليزية)
- كوستاس بابانيكولاو على موقع إي إس بي إن.كوم (الإنجليزية)
- كوستاس بابانيكولاو على موقع ريلجم (الإنجليزية)
- كوستاس بابانيكولاو على موقع بروبوليرز (الإنجليزية)